# Excavarus etrocaulus
Excavarus etrocaulus är en stekelart som först beskrevs av Mason 1956.  Excavarus etrocaulus ingår i släktet Excavarus och familjen brokparasitsteklar. Utöver nominatformen finns också underarten E. e. eurus.